# Santa Cruz Aquiahuac
Santa Cruz Aquiahuac är en ort i Mexiko.   Den ligger i kommunen Tetlatlahuca och delstaten Tlaxcala, i den sydöstra delen av landet, 90 km öster om huvudstaden Mexico City. Santa Cruz Aquiahuac ligger 2 210 meter över havet och antalet invånare är 3 896.
Terrängen runt Santa Cruz Aquiahuac är en högslätt. Runt Santa Cruz Aquiahuac är det tätbefolkat, med 709 invånare per kvadratkilometer. Närmaste större samhälle är Cholula, 19,6 km söder om Santa Cruz Aquiahuac. Omgivningarna runt Santa Cruz Aquiahuac är en mosaik av jordbruksmark och naturlig växtlighet.